# Friedrich XI. (Hohenzollern)
Friedrich XI. von Hohenzollern († 26. November 1401), genannt „der Ältere“, war ein Graf von Hohenzollern.

## Leben
Friedrich war der jüngere Sohn des Grafen Friedrich von Hohenzollern, genannt der Straßburger, aus dessen Ehe mit Margarete, Tochter des Grafen Burchard V. von Hohenberg-Wildberg.
Nach dem Tod Friedrichs IX. galt Friedrich als Senior der Familie. Damit übte er die Lehnsherrlichkeit aus und versah das Vogteiamt über das Kloster Stetten. Er erwarb 1388 die Stadt Hechingen zurück, die sich Bischof Friedrich von Straßburg angeeignet hatte. Friedrich war Mitglied des Löwenbundes und schloss sich mit diesem 1382 dem Schwäbischen Städtebund an. Dadurch gelang es ihm, sein Dienstversprechen an den württembergischen Grafen Eberhard dem Greiner zu lösen, als dieser mit dem Städtebund in Auseinandersetzungen geriet. Im Jahr 1401 erteilte er der Stadt Hechingen nach einem Stadtbrand einen Freiheitsbrief.
Friedrich wurde in der Erbgruft der Hohenzollern im Kloster Stetten beigesetzt.

## Ehe und Nachkommen
Friedrich heiratete vor dem 12. Januar 1377 Adelheid († 1413), Tochter des Grafen Hug von Fürstenberg-Haslach in Zindelstein. Adelheids Bruder Johann war der letzte Graf von Fürstenberg-Haslach. Nach dessen kinderlosen Tod in der Schlacht bei Sempach erwarb das Haus Hohenzollern Bräunlingen aus dessen Erbe. Mit der Hauptlinie der Fürstenberger lag Friedrich darum aber noch in langem Streit. Aus seiner Ehe hatte Friedrich folgende Kinder:
- Friedrich XII. († 1443), Graf von Hohenzollern

⚭ 1407 Gräfin Anna von Sulz († 1438)
- Eitel Friedrich I. († 1439), Graf von Hohenzollern

⚭ 1432 Ursula von Razüns († 1477)
- Anna, Nonne
- Friedrich, Domherr in Straßburg 1402
- Friedrich († 1436), Bischof von Konstanz
- Friedrich, Mönch